# Вандербилт (Тексас)
Вандербилт (енгл. Vanderbilt) насељено је место без административног статуса у америчкој савезној држави Тексас.

## Демографија
По попису из 2010. године број становника је 395, што је 16 (-3,9%) становника мање него 2000. године.
| Група             | 2000.       | 2010.       |
| Белци             | 236 (57,4%) | 206 (52,2%) |
| Афроамериканци    | 43 (10,5%)  | 26 (6,6%)   |
| Азијати           | 0 (0,0%)    | 0 (0,0%)    |
| Хиспаноамериканци | 132 (32,1%) | 160 (40,5%) |
| Укупно            | 411         | 395         |